# Thismia javanica
Thismia javanica là một loài thực vật có hoa trong họ Burmanniaceae. Loài này được J.J.Sm. miêu tả khoa học đầu tiên năm 1910.